# Horšovský Týn
Horšovský Týn (niem. Bischofteinitz) − miasto w zachodnich Czechach, w kraju pilzneńskim. Powierzchnia miasta - 7 144 ha, 5016 mieszkańców (2017 r.).
Pierwsze wzmianki o mieście pochodzą z 1184 r., prawa miejskie od XIV w. W latach 1422 oraz 1431 r. Horšovský Týn był bezskutecznie oblegany przez husytów. W 1547 r. miasto ucierpiało wskutek katastrofalnego pożaru, po którym zostało odbudowane w obowiązującym wówczas stylu renesansowym.

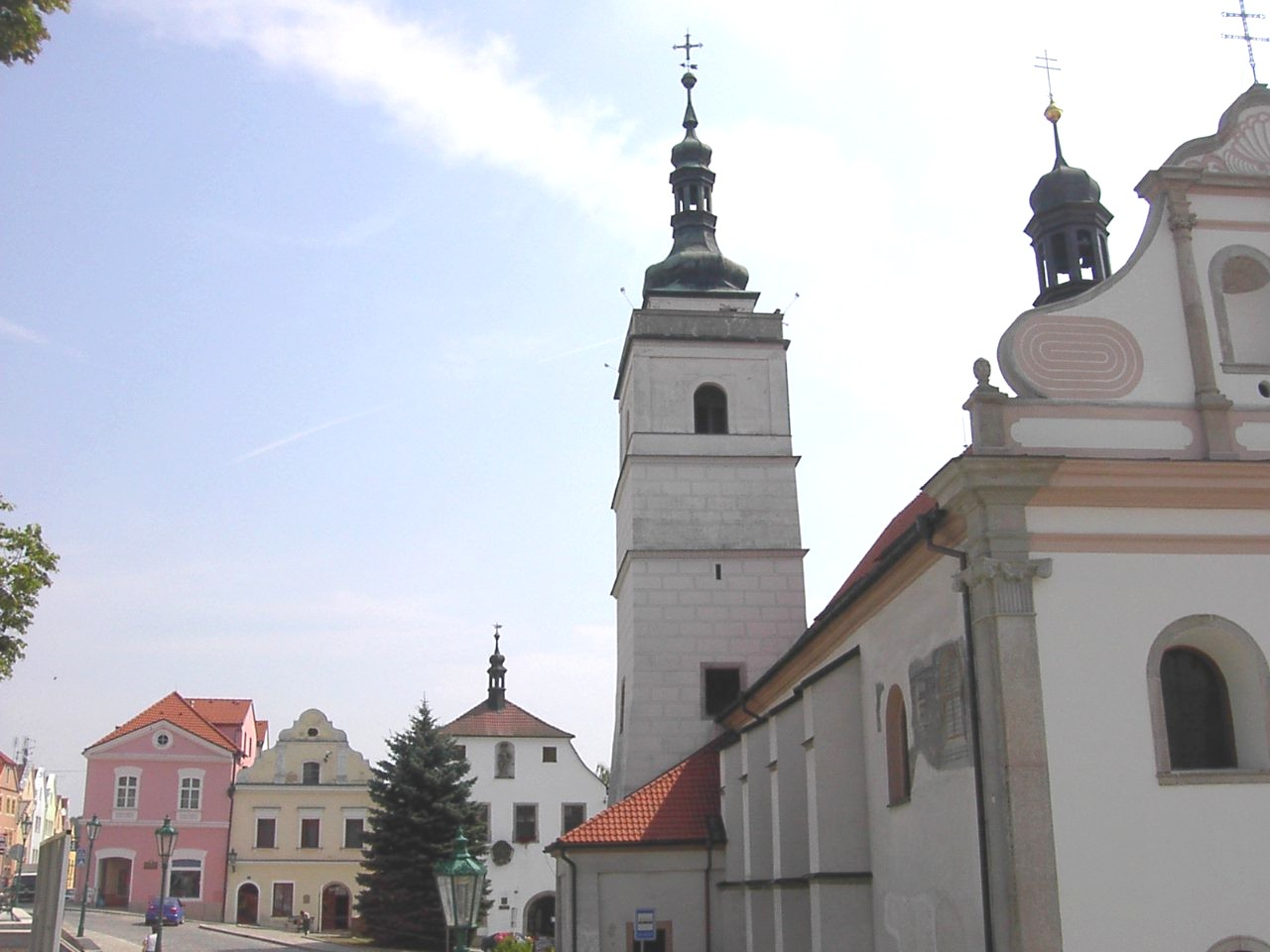
Zamek

Najcenniejszym zabytkiem miasta jest położony przy głównym placu miasta (Náměstí Republiky) zamek, pochodzący z XIII w., przebudowany w XVI w. przez ówczesnych właścicieli - Lobkowiczów. Od 1622 r. do 1945 r. obiekt należał do hrabiów von Trauttmansdorff. Budowla wzniesiona została na planie nieregularnego kwadratu.
W środku Náměstí Republiky wznosi się gotycki kościół św. Piotra i Pawła z około 1280 r., częściowo barokizowany (m.in. fasada zachodnia) w XVII w., z wieżą wysokości 38 m. Wokół Placu zachowały się liczne kamienice renesansowe i barokowe z XVI-XVIII w. Z około 1250 r. pochodzi kościół św. Apolinarego przy pl. Husa (Husově náměstí). Barokowy klasztor Kapucynów powstał w 1654 r. (w ostatnich latach obiekt poddany został rekonstrukcji).

## Demografia
| Rok             | 1970  | 1980  | 1991  | 2001  | 2003  | 2007  |
| --------------- | ----- | ----- | ----- | ----- | ----- | ----- |
| Liczba ludności | 4 052 | 4 966 | 5 047 | 4 938 | 4 905 | 4 906 |

Źródło: Czeski Urząd Statystyczny

## Współpraca
Miejscowości partnerskie:
- Grossaffoltern, Szwajcaria
- Maarkedal, Belgia
- Nabburg, Niemcy